# Ugra Ski Marathon
L'Ugra Ski Marathon est une course de ski de fond longue distance organisée à Khanty-Mansiysk en Russie. L'événement intègre le calendrier de la Worldloppet en 2014 et se court sur une distance de 50 kilomètres en style libre.

## Palmarès
| Édition | Distance | Vainqueur, hommes   | Temps     |  | Vainqueur, femmes  | Temps     |
| 2018    | 50 km    | Aleksandr Bolshunov | 1:56:29,5 |  | Olga Tsareva       | 1:59:50,5 |
| 2017    | 50 km    | Sergueï Oustiougov  | 2:06:15,3 |  | Olga Rocheva       | 2:11:22,0 |
| 2016    | 50 km    | Toni Livers         | 2:03:03,9 |  | Yulia Tikhonova    | 2:10:22,2 |
| 2015    | 35 km    | Toni Livers         | 1:13:39,0 |  | Ekaterina Rudakova | 1:19:46,4 |
| 2014    | 50 km    | Aliaksei Ivanou     | 2:03:03,9 |  | Ekaterina Rudakova | 2:10:22   |
| 2013    | 50 km    | Aleksandr Legkov    | 2:10:50   |  | Natalia Makovieva  | 2:19:42   |